# Thomas Pesquet
Thomas Gautier Pesquet (sinh ngày 27 tháng 2 năm 1978) là một kỹ sư vũ trụ và phi công người Pháp của Cơ quan vũ trụ Châu Âu. Pesquet đã được ESA lựa chọn làm ứng cử viên vào tháng 5 năm 2009, và ông đã hoàn thành khóa huấn luyện cơ bản vào tháng 11 năm 2010. Từ tháng 11 năm 2016 đến tháng 6 năm 2017, Pesquet tham gia cuộc Expedition 50 và Expedition 51 với vai trò kỹ sư bay.